# Armageddon (film)

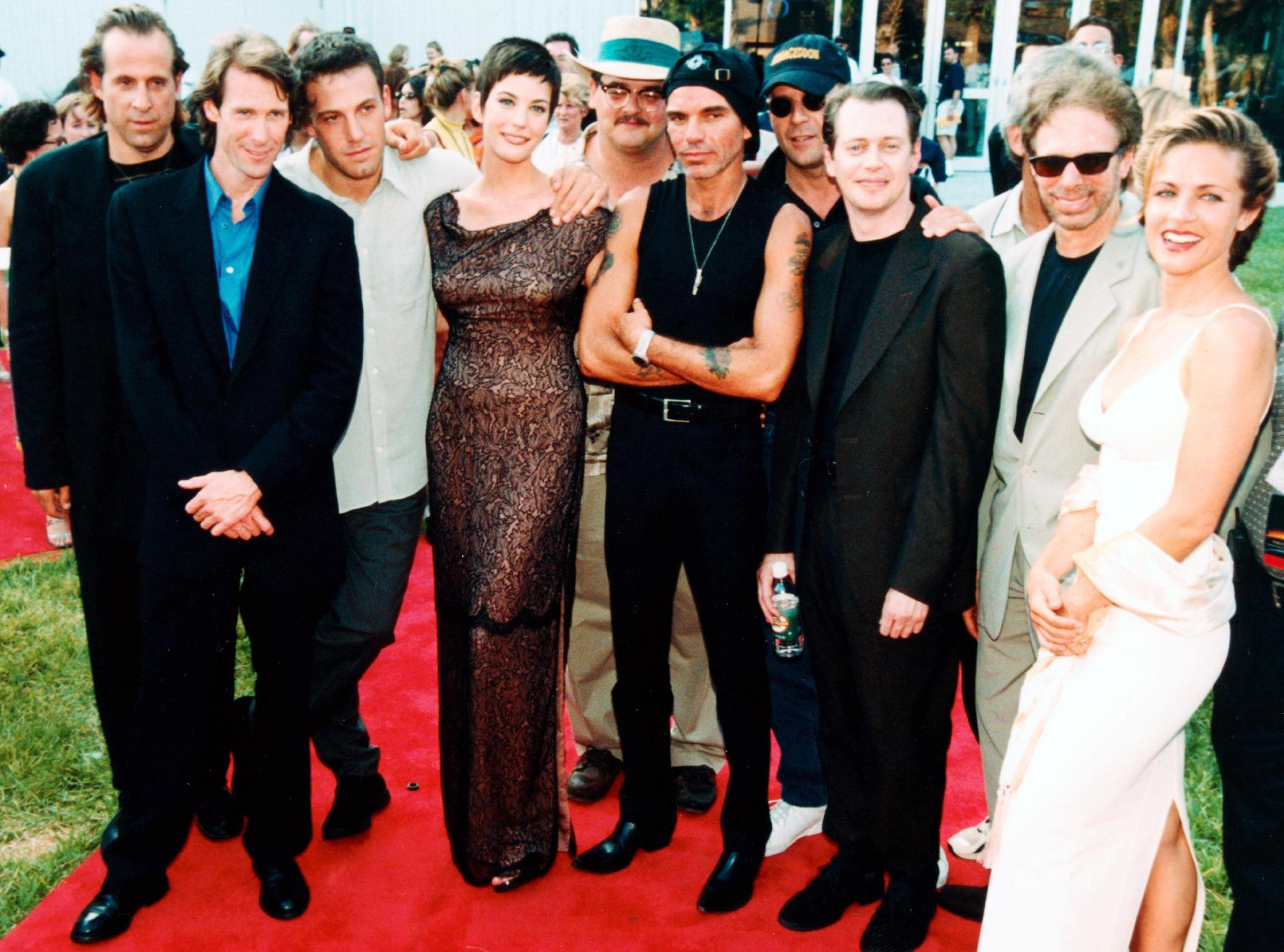
De makers bij de première van Armageddon

Armageddon is een Amerikaanse sci-fi rampenfilm uit 1998, geregisseerd door Michael Bay en geproduceerd door Jerry Bruckheimer. De film gaat over een meteoriet die de aarde bedreigt. Bruce Willis, Ben Affleck en Liv Tyler speelden de hoofdrollen. Ook de bijrollen werden bezet door een aantal topacteurs, onder wie Billy Bob Thornton, Steve Buscemi, Peter Stormare, Owen Wilson en Michael Clarke Duncan.

## Verhaal
Een meteoriet zo groot als de staat Texas nadert de aarde en de directeur van het Amerikaanse ruimteagentschap NASA wil een team van specialisten de ruimte insturen om de meteoriet te stoppen. Harry S. Stamper (Willis) staat als de beste olieboorder bekend, en hij en zijn team staan voor de heldhaftige taak om op de meteoriet te landen, een gat te boren in het oppervlak en een nucleaire bom in de kern te laten zakken.

## Overig
Ondanks de slechte ontvangst bij de critici (ze vonden de film te ongeloofwaardig en het verhaal nam een loopje met de natuurwetten), was het een zeer succesvolle film, die in Amerika meer dan $200 miljoen opbracht in de bioscopen.
Opvallend genoeg kwam datzelfde jaar ook een andere rampenfilm uit over een naderende meteoriet die de aarde bedreigde, Deep Impact. Eind jaren negentig was er een revival van het rampenfilmgenre gaande. Ook een remake van Godzilla kwam dat jaar uit.
Op de soundtrack stonden onder andere enkele nummers van Aerosmith, de rockband van Liv Tylers vader Steven Tyler. Het nummer I Don't Want to Miss a Thing werd de grootste hit uit de geschiedenis van de groep. De filmmuziek zelf is hoofdzakelijk gecomponeerd door Trevor Rabin, met ook de medewerking van Harry Gregson-Williams. Deze muziek is op cd uitgebracht in een verkorte versie en in een volledige versie, de complete score, een 2 cd-uitvoering.

## Rolverdeling
| Acteur                | Personage                  |
| --------------------- | -------------------------- |
| Bruce Willis          | Harry S. Stamper           |
| Billy Bob Thornton    | Dan Truman                 |
| Ben Affleck           | A.J. Frost                 |
| Liv Tyler             | Grace Stamper              |
| Will Patton           | Charles 'Chick' Chapple    |
| Steve Buscemi         | Rockhound                  |
| William Fichtner      | Colonel William Sharp      |
| Jessica Steen         | co-pilote Jennifer Watts   |
| Owen Wilson           | Oscar Choi                 |
| Michael Clarke Duncan | Jayotis 'Bear' Kurleenbear |
| Peter Stormare        | Lev Andropov               |
| Ken Cambell           | Max                        |
| Jason Isaacs          | Dr. Ronald Quincy          |
| Stanley Anderson      | De president               |